# Йохан Паулик
Даниэл Ференчик (словац. Daniel Ferenčík, псевдоним — «Йохан Паулик»; род. 1975) — словацкий порноактёр
, фотомодель и кинооператор.

## Биография
Родился 14 марта 1975 года в Братиславе (тогда — Чехословакия). Был профессиональным танцором. В 1993 году он встретился с Жоржем Дюруа из кинокомпании Bel Ami, который сделал его фотографию. Вскоре последовало предложение сниматься на Bel Ami. В 1997 году в ФРГ вышла книга «Photos of Johan».
Поначалу фильмы с участием Йохана Паулика демонстрировались лишь за пределами Европы, в Европе они стали доступны лишь с 2001 года. С 2002 года он стал главным менеджером кинокомпании Bel Ami в Европе. В 2009 году он завершил карьеру актёра, но продолжил работать на Bel Ami в качестве оператора.

## Фильмография
1994
- Sauna Paradiso
- Lukas' Story
- The Plowboys

1995
- Lukas' Story 2 (When Boy Meets Boy)
- Frisky Summer
- The Chain Reaction
- Blue Danube
- Siberian Heat
- Boy Oh Boy

1996
- Sunshine After the Rain
- The First Time Summer
- Out at Last
- Moments With Johan
- Boy 3: Boy Wonder

1997
- An American in Prague

1998
- Johan’s Big Chance
- You’re Gorgeous

2001
- Cover Boys
- All about Bel Ami

2005
- Alfresco

2007
- Too Many Boys 2